# 埃丽卡·洛伦茨
埃丽卡·洛伦茨（英語：Ericka Lorenz，1981年2月18日—），美国女子水球运动员。她曾代表美国国家队参加2000年和2004年夏季奥林匹克运动会水球比赛，获得一枚银牌和一枚铜牌。